# Álvaro Alonso (Fußballspieler)
Álvaro Alonso, vollständiger Name Álvaro Darío Alonso Llanes, (* 25. März 1984 in Montevideo) ist ein uruguayischer ehemaliger Fußballspieler.

## Karriere

### Vereine
Der 1,84 Meter große Defensivakteur gehörte zu Beginn seiner Karriere von 2002 bis Mitte 2006 dem Kader des Club Atlético Peñarol an. Ab 2004 wurde er bei den „Aurinegros“ in mindestens 25 Spielen der Primera División eingesetzt. Anfang August 2008 wechselte er innerhalb der Liga zum Club Atlético Progreso. In den Spielzeiten 2006/07 und 2007/08 bestritt er für den ebenfalls in Montevideo beheimateten Klub insgesamt 44 Erstligapartien und schoss ein Tor. Seit Anfang August 2008 stand er in Reihen der Rampla Juniors, für die er in der Saison 2008/09 in 18 Erstligabegegnungen auflief und zwei Treffer erzielte. In der Apertura 2009 folgten elf weitere Erstligaeinsätze (ein Tor). Im Januar 2010 schloss Alonso sich Gimnasia y Esgrima de Jujuy an. Bei den Argentiniern absolvierte er in der Folgezeit 22 Begegnungen (kein Tor) in der Primera B Nacional. Anfang 2011 kehrte er zu den Rampla Juniors zurück und kam bis Mitte 2012 zu 18 weiteren Erstligaeinsätzen. Dabei gelang ihm ein Torerfolg. Im Juli 2012 verpflichtete ihn der Club Deportivo River Ecuador. Mindestens einmal traf er dort in der Primera B. Ab Mitte Januar 2014 setzte er seine Karriere beim Racing Club de Montevideo fort. Nach nur vier Erstligaeinsätzen ohne persönlichen Torerfolg in der Saison 2013/14 wechselte er Anfang September 2014 zum drittklassigen Uruguay Montevideo FC. Im Januar 2015 kehrte er in den Profifußball zurück und begann ein Engagement beim Zweitligisten Club Sportivo Cerrito. Nach zehn Einsätzen (kein Tor) in der Segunda División in der Spielzeit 2014/15 und nach Abstieg einem Jahr in der Drittklassigkeit folgten in der Saison 2016 zwölf weitere Zweitligaeinsätze (ein Tor) für die „Auriverdes“ (dt.: Gelbgrüne).

### Nationalmannschaft
Alonso gehörte der von Juan Jacinto Rodríguez trainierten U-17-Auswahl Uruguays an, die an der U-17-Südamerikameisterschaft 2001 in Peru teilnahm und den 6. Platz belegte. 2003 war er Mitglied des Aufgebots der uruguayischen U-20-Nationalmannschaft bei der U-20-Südamerikameisterschaft 2003.